# Эль-Хавамедия
Эль-Хавамеди́я или Эль-Хавамдия (Хавамеди́я, араб. الحوامدية‎) — город в Египте, примерно в 10 км к югу от Каира, на левом берегу Нила. Является центром района в провинции 6 октября. Ранее входил в состав провинции Гиза. Население 113 128 человек. Одно из крупнейших в Египте предприятий по рафинированию сахара.

## История
В 1942 в районе Эль-Мансурия – Эль-Хавамедия располагался австралийский корпус, усиленный индийской дивизией (всего 4 дивизии), который под ударом 4-й немецкой бронетанковой армии был отброшен к Эль-Файюму.

## Административный район
К району относятся несколько сельскохозяйственных деревень, крупнейшие из которых Умм-Ханан и Эш-Шейх-Осман, находящиеся на севере от города.